# 243 v. Chr.
Portal Geschichte | Portal Biografien | Aktuelle Ereignisse | Jahreskalender | Tagesartikel

◄ |
4. Jahrhundert v. Chr. |
3. Jahrhundert v. Chr. |
2. Jahrhundert v. Chr. |
►

◄ | 260er v. Chr. | 250er v. Chr. | 240er v. Chr. | 230er v. Chr. |
220er v. Chr. |
►

◄◄ | ◄ | 246 v. Chr. | 245 v. Chr. | 244 v. Chr. | 243 v. Chr. |
242 v. Chr. |
241 v. Chr. |
240 v. Chr. |
► |
►►
Staatsoberhäupter

## Ereignisse

### Politik und Weltgeschehen
- Aratos von Sikyon bemächtigt sich in einem nächtlichen Angriff der korinthischen Festung Akrokorinth, wo eine makedonische Garnison stationiert ist. Daraufhin wendet sich auch die Stadt Korinth gegen Antigonos II. Gonatas von Makedonien und schließt sich dem Achaiischen Bund an. In Lechaion, dem Hafen Korinths, erbeutet Aratos 25 makedonische Schiffe. Nun schließen sich Megara, Troizen und Epidauros der Rebellion und dem Bund an. Dieser fällt in Attika ein, da Athen weiterhin auf der Seite des Antigonos steht.
- Im Dritten Syrischen Krieg erobert Ptolemaios Polemarchos, der Befehlshaber des Königs Ptolemaios III., die Küste Thrakiens. Er verliert bald darauf allerdings eine Seeschlacht gegen Antigonos II. Gonatas und wird in Ephesos von eigenen Soldaten ermordet.

### Kultur und Religion
- Lucius Caecilius Metellus ist Pontifex Maximus in Rom.

## Geboren
- Seleukos III. Keraunos, König des Seleukidenreiches († 223 v. Chr.)